# 1307 Cimmeria
Az 1307 Cimmeria (ideiglenes jelöléssel 1930 UF) a Naprendszer kisbolygóövében található aszteroida. Grigorij Neujmin fedezte fel 1930. október 17-én.